# 3663 Tisserand
3663 Tisserand је астероид главног астероидног појаса са средњом удаљеношћу од Сунца која износи 3,149 астрономских јединица (АЈ).
Апсолутна магнитуда астероида је 12,5.